# HMS Clyde (N12)
L'HMS Clyde (Pennant number N12) è stato un sommergibile oceanico della Classe Thames della Royal Navy.  Venne costruito nei cantieri Vickers Armstrong, di Barrow e varato il 15 marzo 1934. Entrò in servizio il 12 aprile 1935.

## Servizio
Durante la seconda guerra mondiale il Clyde fu molto attivo in vari teatri di guerra. Nel maggio 1940, mentre si trovava al largo delle coste scandinave intercettò il mercantile armato tedesco Widder ma venne respinto. Il 20 giugno seguente individuò e colpì con un siluro l'incrociatore da battaglia tedesco Gneisenau costringendolo a tornare a Trondheim per riparazioni.
Il 16 luglio affondò il peschereccio norvegese SF52 e quattro giorni dopo attaccò per errore la HMS Truant, fortunatamente senza colpirla, credendola un sommergibile nemico.
Nel 1941 passò ad operare nel Mar Mediterraneo dove affondò i mercantili italiani San Marco e Sturla, rispettivamente il primo e l'8 giugno e successivamente il pattugliatore ausiliario Giovanni Bottigliere (V 125), a sud di Capo Spartivento.
Nel settembre successivo venne trasferito nel Pacifico e durante il viaggio di trasferimento attaccò senza successo i sommergibili tedeschi U-67, U-68 ed U-111 nella Baia di Tarafal, a Capo Verde. Nel marzo 1945 affondò una nave a vela giapponese e la nave antisommergibili Kiku Maru al largo di Sumatra. Il 15 maggio affondò un'altra nave a vela in quella che fu l'ultima azione di guerra del Clyde.